# Calciatori della nazionale britannica
In questa lista sono raccolti i calciatori che hanno rappresentato in almeno una partita la Nazionale del Regno Unito.
Questa nazionale ha partecipato solo alle edizioni dei Giochi olimpici del 1908, 1912, 1920, 1936 e 1948. Non sono comprese le due amichevoli del 1947 e 1955 contro il Resto d'Europa né le altre amichevoli disputate da questa Nazionale in quanto tutte queste partite avevano carattere non ufficiale. Benché la Nazionale non sia mai stata formalmente dismessa dopo il 1948 non ha più partecipato a nessuna edizione dei Giochi olimpici, a causa di questioni legate al regolamento di questi ultimi, né a alcun altro torneo. La lista dunque può essere ritenuta definitiva.
| Nome               | Presenze | Reti | Esordio | Ultima partita |
| ------------------ | -------- | ---- | ------- | -------------- |
| Andy Aitken        | 1        | 1    | 1948    | 1948           |
| Bill Amor          | 1        | 1    | 1948    | 1948           |
| George Atkinson    | 1        | 0    | 1920    | 1920           |
| Horace Bailey      | 3        | -2   | 1908    | 1912           |
| Arthur Berry       | 8        | 3    | 1908    | 1912           |
| Allan Boyd         | 1        | 0    | 1948    | 1948           |
| Ronald Brebner     | 3        | -2   | 1908    | 1912           |
| Tommy Burn         | 3        | 0    | 1912    | 1912           |
| Angus Carmichael   | 1        | 0    | 1948    | 1948           |
| Frederick Chapman  | 3        | 2    | 1908    | 1908           |
| Bertram Clements   | 1        | 0    | 1936    | 1936           |
| Walter Corbett     | 3        | 0    | 1908    | 1908           |
| James Crawford     | 2        | 0    | 1936    | 1936           |
| Leonard Dawe       | 1        | 0    | 1912    | 1912           |
| Joe Dines          | 3        | 0    | 1912    | 1912           |
| Mac Dodds          | 1        | 1    | 1936    | 1936           |
| Frank Donovan      | 2        | 1    | 1948    | 1948           |
| Maurice Edelston   | 1        | 0    | 1936    | 1936           |
| Lester Finch       | 2        | 1    | 1936    | 1936           |
| Eric Fright        | 4        | 0    | 1948    | 1948           |
| Bertie Fulton      | 2        | 0    | 1936    | 1936           |
| Jackie Gardiner    | 2        | 0    | 1936    | 1936           |
| Basil Gates        | 1        | 0    | 1920    | 1920           |
| Ted Hanney         | 1        | 0    | 1912    | 1912           |
| Charles Harbridge  | 1        | 0    | 1920    | 1920           |
| Wesley Harding     | 1        | 0    | 1920    | 1920           |
| Bob Hardisty       | 4        | 3    | 1948    | 1948           |
| Harold Hardman     | 3        | 0    | 1908    | 1908           |
| Bob Hawkes         | 3        | 2    | 1908    | 1908           |
| Kenneth Hegan      | 1        | 0    | 1920    | 1920           |
| Haydn Hill         | 2        | -5   | 1936    | 1936           |
| Gordon Hoare       | 3        | 2    | 1912    | 1912           |
| Guy Holmes         | 2        | 0    | 1936    | 1936           |
| Tommy Hopper       | 1        | 0    | 1948    | 1948           |
| Kenneth Hunt       | 4        | 0    | 1908    | 1920           |
| Bernard Joy        | 2        | 2    | 1936    | 1936           |
| Denis Kelleher     | 3        | 1    | 1948    | 1948           |
| Peter Kippax       | 3        | 0    | 1948    | 1948           |
| Arthur Knight      | 4        | 0    | 1912    | 1920           |
| Joseph Kyle        | 1        | 0    | 1936    | 1936           |
| Eric Lee           | 4        | 0    | 1948    | 1948           |
| Harry Littlewort   | 3        | 0    | 1912    | 1912           |
| Gwyn Manning       | 1        | 0    | 1948    | 1948           |
| Kevin McAlinden    | 2        | -3   | 1948    | 1948           |
| Douglas McBain     | 3        | 1    | 1948    | 1948           |
| Jimmy McColl       | 2        | 0    | 1948    | 1948           |
| Harry McIlvenny    | 4        | 1    | 1948    | 1948           |
| Douglas McWhirter  | 1        | 0    | 1912    | 1912           |
| James Mitchell     | 1        | -3   | 1920    | 1920           |
| Jack Neale         | 4        | 0    | 1948    | 1948           |
| Frederick Nicholas | 1        | 1    | 1920    | 1920           |
| Daniel Pettit      | 1        | 0    | 1936    | 1936           |
| Herbert Prince     | 1        | 0    | 1920    | 1920           |
| Clyde Purnell      | 3        | 4    | 1908    | 1908           |
| Jack Rawlings      | 1        | 0    | 1948    | 1948           |
| Frederick Riley    | 1        | 0    | 1936    | 1936           |
| Ivan Sharpe        | 1        | 0    | 1912    | 1912           |
| Edgar Shearer      | 1        | 1    | 1936    | 1936           |
| Ronnie Simpson     | 2        | -6   | 1948    | 1948           |
| Richard Sloley     | 1        | 0    | 1920    | 1920           |
| Herbert Smith      | 3        | 0    | 1908    | 1908           |
| Harry Stamper      | 1        | 0    | 1912    | 1912           |
| Harry Stapley      | 3        | 6    | 1908    | 1908           |
| John Sutcliffe     | 1        | 0    | 1936    | 1936           |
| Harold Walden      | 3        | 11   | 1912    | 1912           |
| Vivian Woodward    | 6        | 4    | 1908    | 1912           |
| Gordon Wright      | 1        | 0    | 1912    | 1912           |